# 骆驼科

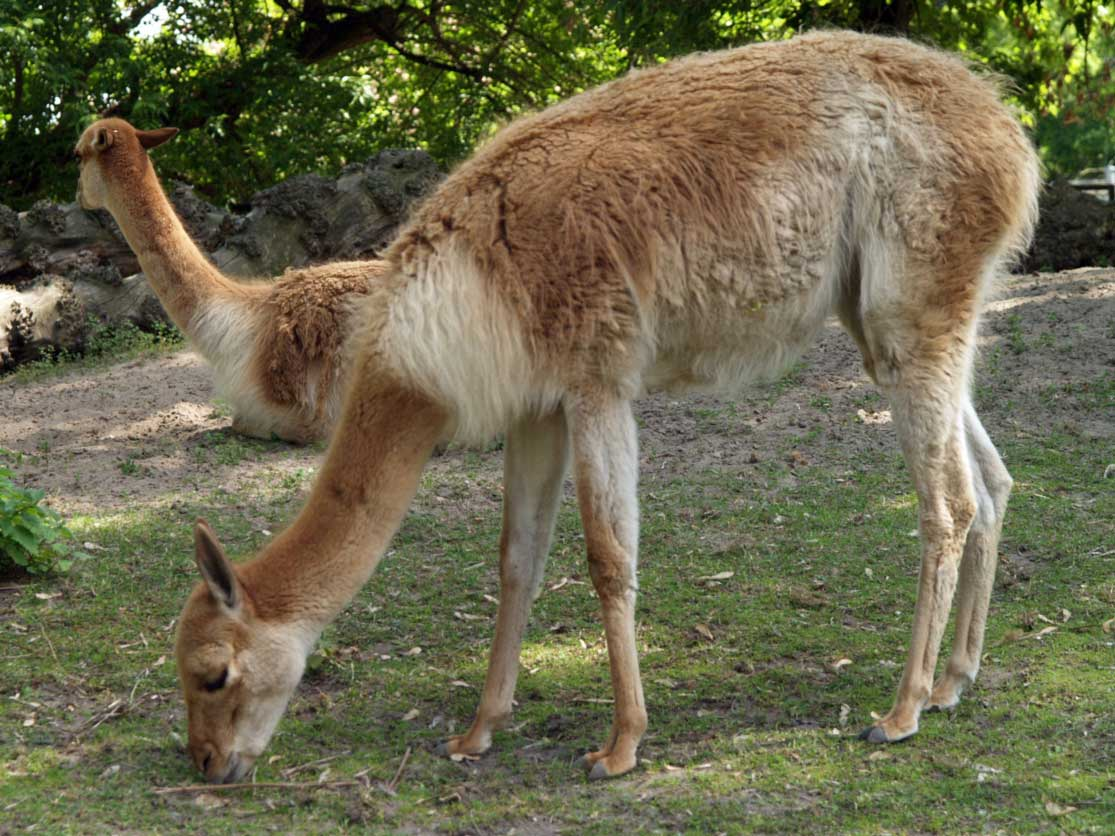
骆马是现存的最小的骆驼科动物

骆驼科（学名：Camelidae）是哺乳动物偶蹄目胼足亚目的一科，也是胼足亚目中唯一一个生存至今的科，它可以分两个族：第一个族包括骆驼属的动物，即单峰驼和双峰驼，第二个族则包括生活在美洲的动物美洲駝。

## 特征

### 概述
骆驼科是比较大型的动物，它们的颈细长，头小而长，腿幼细。美洲的动物一般只有35至150千克，而亚洲和非洲的动物则能达到300至700千克重。
骆驼科的脚与大多数其他偶蹄目动物的脚不一样。大多数偶蹄目动物站在其脚尖的蹄上，而骆驼科的动物则站在脚趾的最后两个节上，它们没有蹄，而是有弯曲的趾甲，这些趾甲仅保护脚的前部。骆驼科动物的脚下有一层弹性的、由结缔组织组成的垫子，为其脚底板提供比较宽的面积，所以它们的亚目被称为胼足亚目。其偶蹄由第三和第四个脚趾组成，其它的脚趾全部退化了。此外它们的趾骨完全连接到了一起，下臂骨也部分连接到了一起。骆驼科动物走路的方式也与其它偶蹄目动物不同，它们总是同一侧的前后蹄同时迈步。
骆驼科动物的头颅平，拉长，没有角。上唇裂开，鼻孔可以关闭。它们有30至34枚牙齿：每边只有一枚上门齿，其形状如犬牙，六枚铲状的下门牙，向前突出。犬齿和臼齿之间有一个比较大的牙间隙。

### 消化系统
虽然骆驼科不属于反刍亚目，但是它们也拥有多腔的胃来提高对植物饲料的消化，不过骆驼科动物的胃与反刍亚目动物的胃的发展是不相关的。它们的胃分三腔，而不像反刍亚目那样分四腔：两个前胃，以及一个皱胃。（但是与反刍亚目不同的是骆驼科动物的前胃里有腺体）

### 对特殊环境的适应

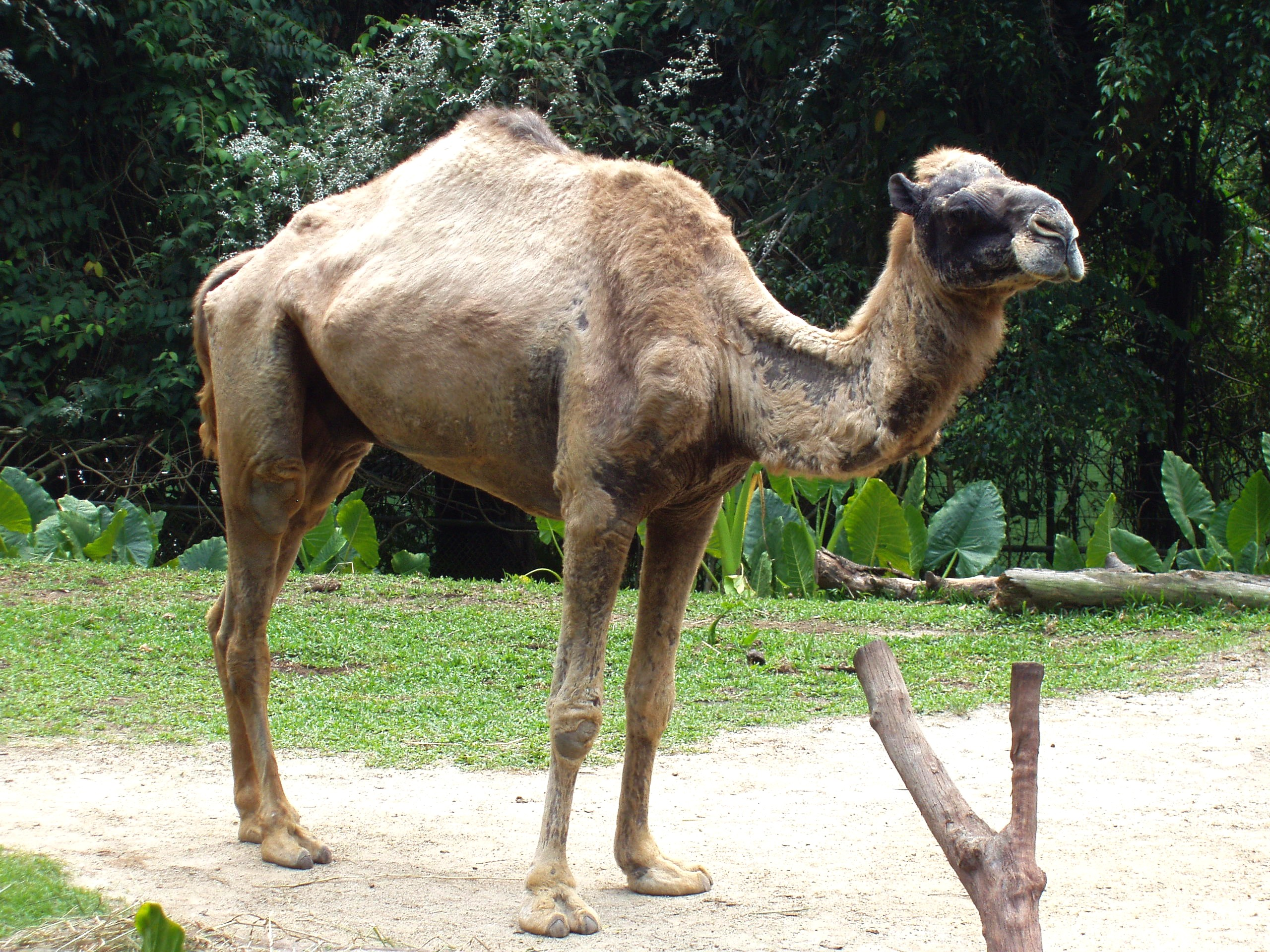
单峰驼

骆驼科动物主要生活在比较干旱的地方，因此它们演化出了一系列特征来更好地利用水资源。肾的肾单位拉长，使得尿高浓化。与其它哺乳动物相比骆驼科的粪便也稠。骆驼科动物的红血球不是圆形的，而是椭圆形的，因此它们可以在短时间里吸收许多水（可以在15分钟内吸收200升水），而不会因此水中毒。美洲的动物的椭圆形红血球还加强它们对氧的一手，使得它们可以在5000多米高处的稀疏的空气内生存。与其它哺乳动物的体温相比骆驼科动物的体温可以变化比较大，其变化幅度可达6至8度，来防止出汗。
非洲和亚洲的骆驼有典型的驼峰。这些驼峰不是用来储藏水，而是用来储藏脂肪。它们可以储藏至40升脂肪。骆驼在长期在沙漠中迁徙时几乎找不到食物，随着时间它们的驼峰会渐渐变空，像口袋一样耷拉下来，因此骆驼不像其它动物那样将脂肪储藏在身体里，而是储藏在驼峰中。驼峰也可以对正午的阳光提供一定的保护。除此之外骆驼科动物还能通过鼻粘膜吸收呼气时的水份。

## 分布和生活环境
現代的亚洲和非洲的骆驼估计都是發源於亚洲：单峰驼可能来自阿拉伯半岛，双峰驼来自中亚。作为益兽它们获得普及，今天在北非，甚至在澳大利亚也有相当多重新野化的双峰驼生存。这些动物的生活环境是干燥的草原、半沙漠和沙漠。美洲骆驼科的动物主要生活在南美洲西部和南部的高山地区，那裡環境空旷、干燥，高度可達5700米。

## 生活方式

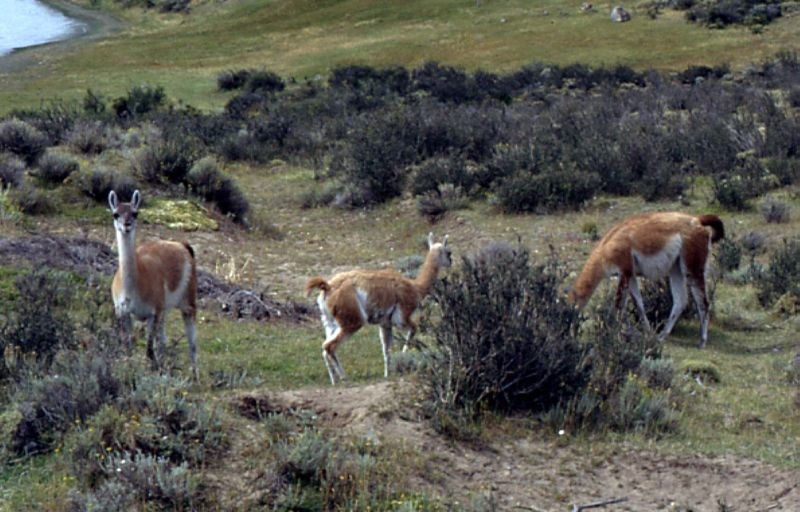
与其它骆驼科动物一样羊驼成群生活

### 社会行为和食物
骆驼科是在白天活动的动物，野生的骆驼科动物成群生活，每群由一头雄兽和多头雌兽带着它们共同的幼兽组成。成年的雄性幼兽会被驱逐出群，组成单身的雄性族群。雄兽之间为了成为群的首领会进行非常激烈的斗争。
骆驼科是草食动物，主要吃草，亚洲和非洲的动物尤其能够吃带刺和含盐的植物。但有资料显示骆驼是杂食动物。

### 繁殖
骆驼科的怀孕期一般只有360至440天，比较短，一般只生下一头幼兽。幼兽在出生后很短时间里就可以自己走动。一年后断奶，两至三年后性成熟。美洲的动物有记录的可以活到28岁，非洲和亚洲的骆驼科动物可以活到40至50岁。

## 分类和发展史

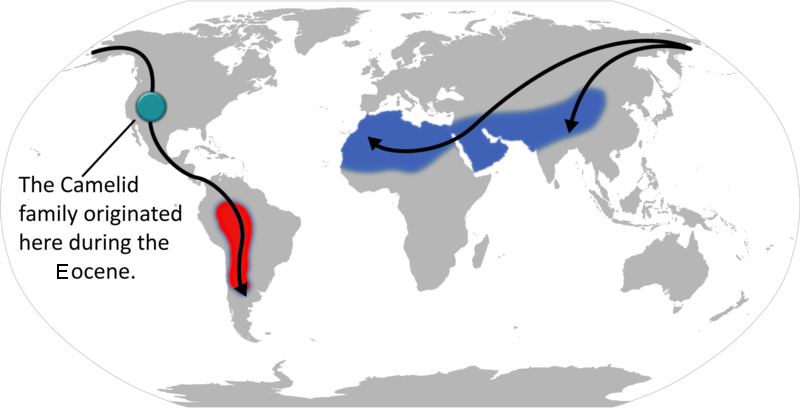
骆驼科的起源與移動

### 外部分类和发展史
骆驼科与反刍亚目和猪形亚目同属偶蹄目。按照亲缘分支分类法，鯨也应该属于这个目。过去骆驼科被看作是反刍动物的近亲，但是基因分子学的研究认为它更接近于鲸偶蹄目的根部。因此下图显示出这个亲缘关系：

|          | 反刍亚目                                        |
|          |                                                 |
| 河马型类 | \| \| 河马科 \| \| \| \| \| \| 鲸目 \| \| \| \| |
|          | \| \| 河马科 \| \| \| \| \| \| 鲸目 \| \| \| \| |
|          | 河马科                                          |
|          |                                                 |
|          | 鲸目                                            |
|          |                                                 |

|  | 河马科 |
|  |        |
|  | 鲸目   |
|  |        |

|          | 反刍亚目                                        |
|          |                                                 |
| 河马型类 | \| \| 河马科 \| \| \| \| \| \| 鲸目 \| \| \| \| |
|          | \| \| 河马科 \| \| \| \| \| \| 鲸目 \| \| \| \| |
|          | 河马科                                          |
|          |                                                 |
|          | 鲸目                                            |
|          |                                                 |

|  | 河马科 |
|  |        |
|  | 鲸目   |
|  |        |

|          | 反刍亚目                                        |
|          |                                                 |
| 河马型类 | \| \| 河马科 \| \| \| \| \| \| 鲸目 \| \| \| \| |
|          | \| \| 河马科 \| \| \| \| \| \| 鲸目 \| \| \| \| |
|          | 河马科                                          |
|          |                                                 |
|          | 鲸目                                            |
|          |                                                 |

|  | 河马科 |
|  |        |
|  | 鲸目   |
|  |        |

|          | 反刍亚目                                        |
|          |                                                 |
| 河马型类 | \| \| 河马科 \| \| \| \| \| \| 鲸目 \| \| \| \| |
|          | \| \| 河马科 \| \| \| \| \| \| 鲸目 \| \| \| \| |
|          | 河马科                                          |
|          |                                                 |
|          | 鲸目                                            |
|          |                                                 |

|  | 河马科 |
|  |        |
|  | 鲸目   |
|  |        |

骆驼科是在始新世（约4000万至5000万年前）在北美洲首先出现的，一开始也仅限于北美洲。最早出現的駱駝科為兔子大小的原疣腳獸，足上具有四趾。始新世晚期（約3,500萬年前）體型如山羊的先獸出現，足上外側兩趾已退化，僅存兩趾。中新世北美洲出土的化石中有古骆驼（Aepycamelus）。通过部分时间里干燥的白令海峡和巴拿马地峡它们传播到亚洲和南美洲。在北美洲它们是在相对来说比较近的时间里灭绝的。拟驼（Camelops）是在约一万年前灭绝的。至于灭绝的原因是气候变化还是人类狩猎还有争议。
駱駝科的化石物種呈現較大的多樣性：肩高 3.5（11英尺） 的大駝，體型遠較現存的駱駝大。小古駝的體型很小，外型類似於羚羊。古駱駝和尖足駝外型則類似於長頸鹿，以高樹上的樹葉為食。

### 内部分类

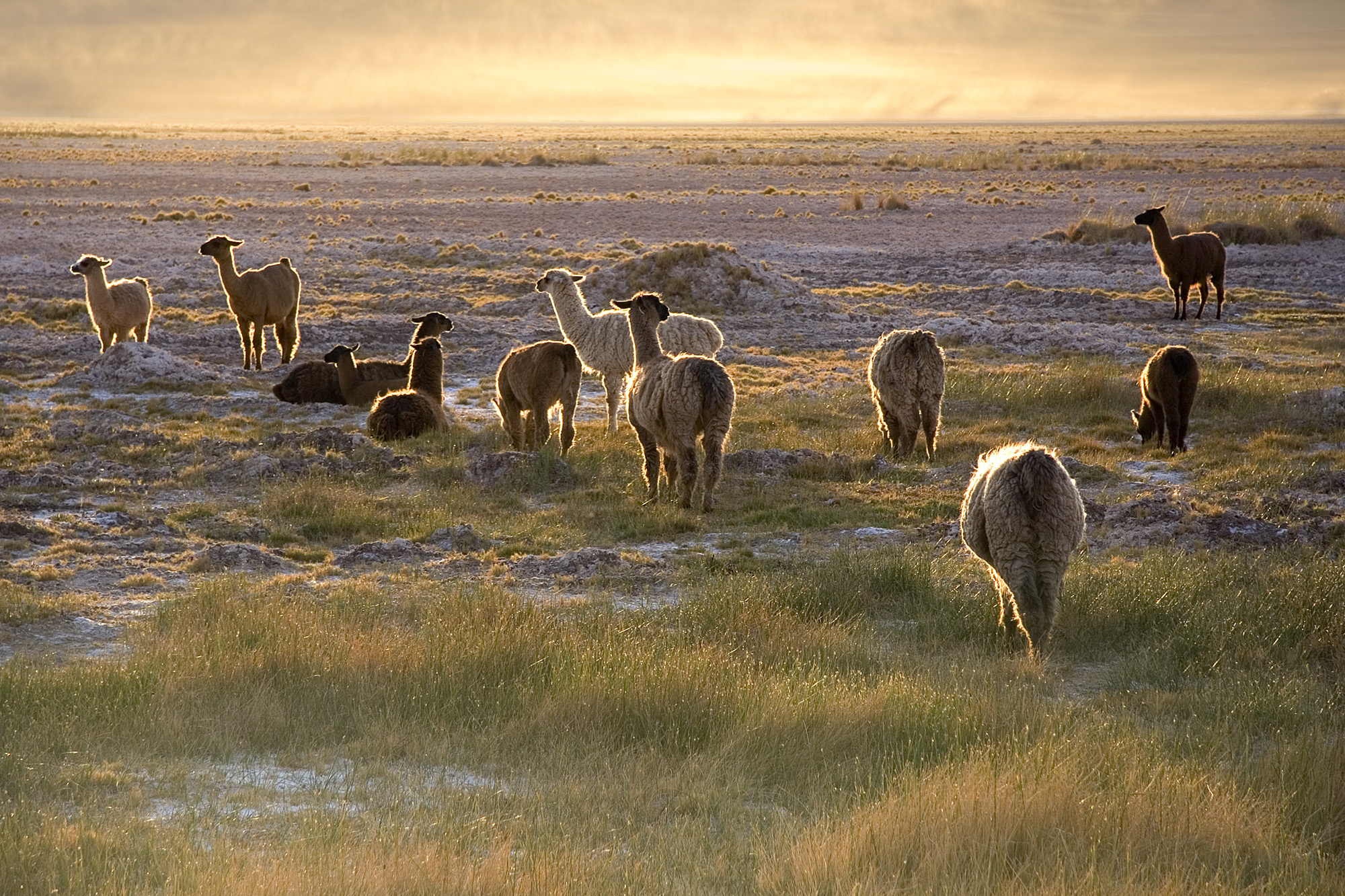
智利的家羊驼

今天骆驼科分三个属和四至六个种：
- 骆驼属（Camelus）
  - 双峰驼（C. bactrianus）
  - 单峰驼（C. dromedarius）
- 羊駝屬（Lama）
  - 原駝
  - 大羊駝（Lama glama）
- 小羊駝屬（Vicugna）
  - 小羊驼（Vicugna vicugna）
  - 羊驼（从前為 Lama pacos，歸為羊駝屬）

連同已滅絕的品種，駱駝科還包括古駱駝屬及擬駝屬。
原驼与大羊駝、羊驼分为三个种有争议，因为这三个种之间可以互相杂交，因此有些学者将这三个种看作一个种。骆驼属中的分类也有争议：有些学者将双峰驼分为两个种：家双峰驼（Camelus bactrianus）和野双峰驼（C. ferus），也有些学者将双峰驼和单峰驼视为一个总种。此外，在中文有時用美洲駝一詞泛指羊駝屬和小羊駝屬的四種動物。

### 杂交
双峰驼和单峰驼之间能够杂交，其后代有繁殖力，这样的杂种要么只有一个拉长的驼峰，要么有一个大的和一个小的驼峰。美洲的骆驼科动物之间也能杂交。
通过人工授精羊驼也能够与单峰驼或双峰驼杂交。

## 人类与骆驼

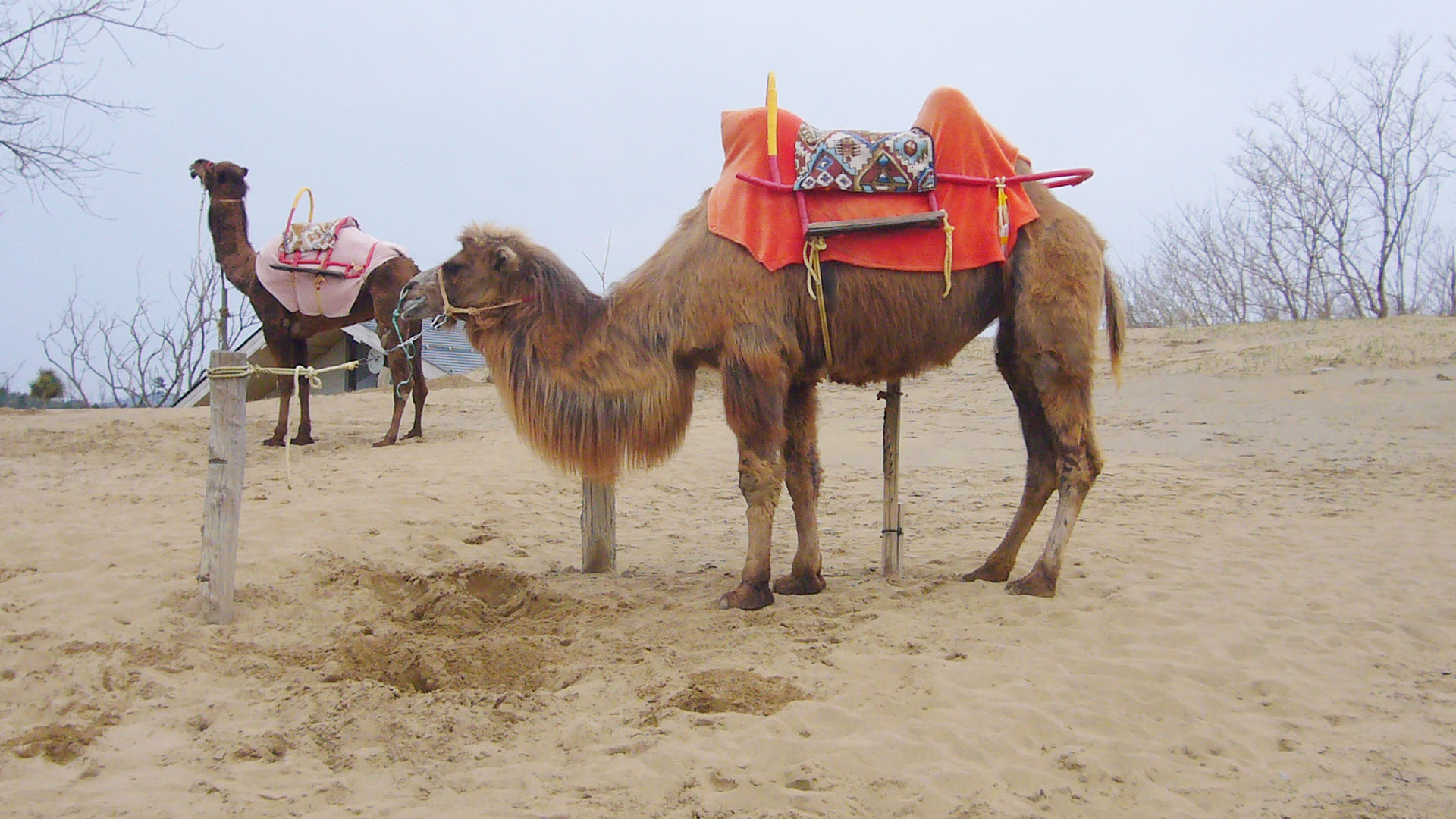
至今为止骆驼是重要的载人和载物动物

### 饲养
美洲和亚洲的骆驼科动物均在公元前三世纪时就已经被驯服了。它们主要用来运载货物，此外人类还使用其毛、奶和肉。直到今天人们还利用它们来运载货物。家羊驼可能是从羊驼或小羊驼培养出来的。单峰驼现在只有家养的了，野生的已经灭绝了2000多年了。双峰驼在中国和蒙古国还有少数野生的。

### 文化
作为非常重要的益兽，骆驼在人类的文化中起了非常重要的作用。